# Hochlarmark

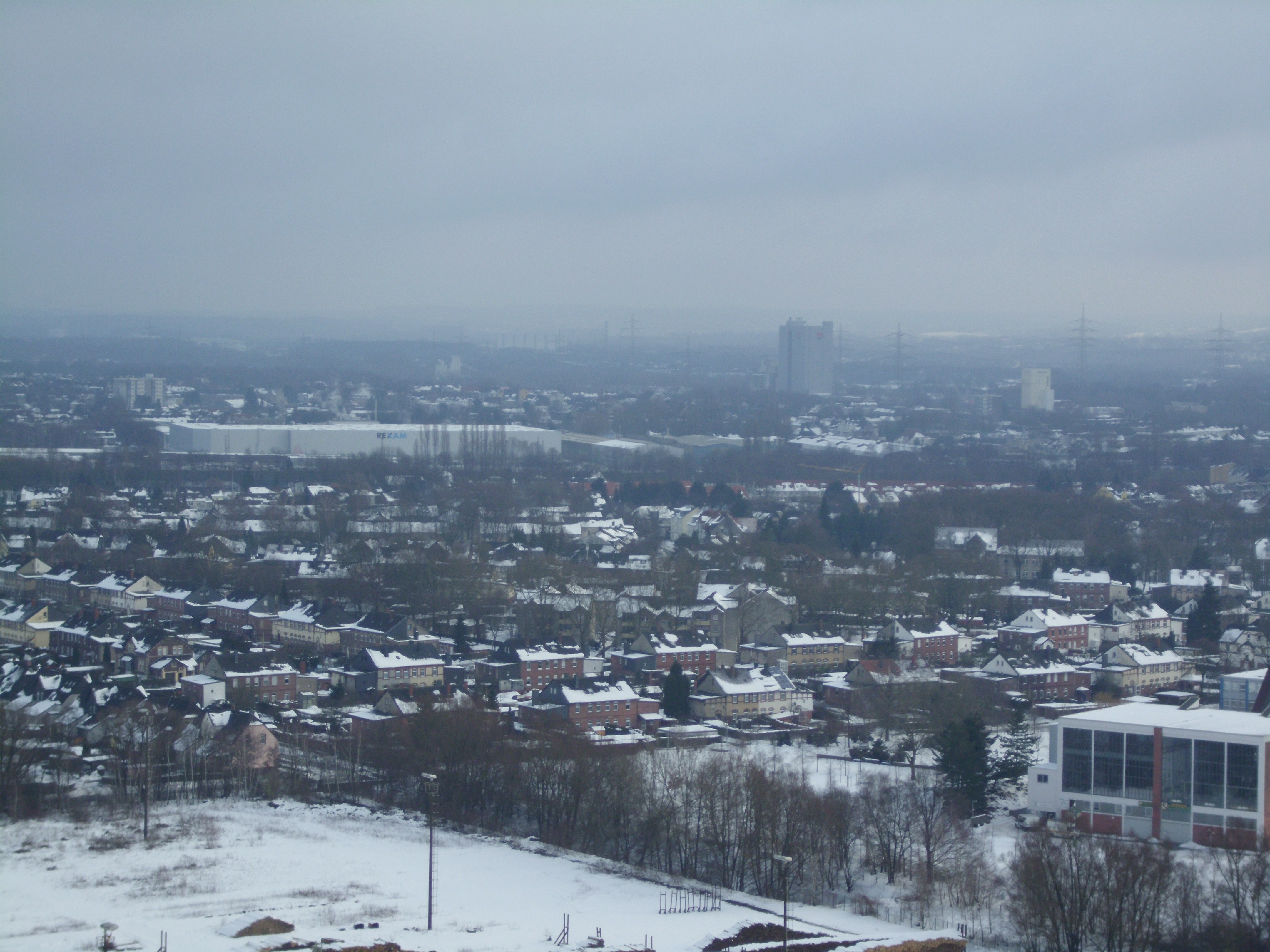
Blick von der Halde Hoheward auf Ecke Karl-/Robertstraße (Dreieck-Siedlung)

Hochlarmark ist ein Stadtteil der Kreisstadt Recklinghausen. Er liegt im äußersten Südwesten der Stadt, an der Grenze zu Herten(-Süd) und Herne und hat knapp 10.000 Einwohner.

## Geographie

### Ortslage
Hochlarmark liegt im Emscherland im äußeren Südwesten der Stadt Recklinghausen. Im Westen grenzt der Stadtteil an die Stadt Herten, im Süden an die kreisfreie Stadt Herne. Im Norden liegt der Recklinghäuser Stadtteil Stuckenbusch, im Osten Recklinghausen-Grullbad.

### Gewässer
Im Süden Hochlarmarks bildet die Emscher die Grenze zu Herne. Die begradigte Emscher fließt von Hochlarmark bis Grimberg im historischen Bach der Fleuthe, die im 19. Jahrhundert ein Nebenarm der Emscher war. Das historische Bett der Emscher wird für den südlich verlaufenden Rhein-Herne-Kanal genutzt.
Im Osten des Stadtteils fließt der Hellbach von Norden nach Süden der Emscher zu. Der Westteil Hochlarmarks wird über Resser Bach hin zum Holzbach und über den Schellenbruchgraben entwässert.

## Geschichte
Bevor im Jahr 1884 der Schacht 1 der Zeche Recklinghausen (Schacht Clerget, später Recklinghausen I) in Betrieb genommen wurde, war Hochlarmark eine ländlich geprägte Bauerschaft. Bereits 1869 wurde mit dem Abteufen des Schachtes begonnen. 1882 begann man einen zweiten Schacht in Hochlarmark abzuteufen (Schacht Clerget II, ab 1889 Schacht Recklinghausen II). 1899 und 1901 wurden zwei weitere Schächte abgeteuft. Ab 1889 wurde auch eine Kokerei in Hochlarmark betrieben. Die Belegschaft der Zeche und der Kokerei sind der Grund für die in der Zeit wachsende Bevölkerung. Es wurden Wohnsiedlungen für die Arbeiterfamilien angelegt, sogenannte Zechensiedlungen. Hier ist insbesondere die Dreieck-Siedlung zu nennen. 1974 wurde die Zeche Recklinghausen stillgelegt.
Noch heute prägen die Tagesanlagen vom Schacht Recklinghausen I und das Fördergerüst von Recklinghausen II das Bild des Stadtteils. Auch die Halde Hoheward an der Grenze zur Stadt Herten, welche durch Aufschüttungen verschiedener Zechen entstanden ist, zeigt noch heute die Bergbauvergangenheit von Hochlarmark auf und ist ein beliebtes Ausflugsziel der Menschen in der Region.

## Wirtschaft und Infrastruktur
Mit der Schließung der Zeche Recklinghausen ist der größte Arbeitgeber im Stadtteil weggebrochen. Heute ist Hochlarmark vor allem von mittelständischen und kleinen Unternehmen geprägt.
Hochlarmark ist an das deutsche Verkehrsnetz über die Bundesautobahn 43 (Ausfahrt 13, Recklinghausen-Hochlarmark) zu erreichen. Der Bahnhof Recklinghausen Süd liegt direkt an der Grenze zum Stadtteil Grullbad. Somit ist Hochlarmark auch mit der Eisenbahn erreichbar (Niers-Haard-Express und die Linie S 2).
Des Weiteren fahren Linienbusse der Vestischen Straßenbahnen durch Hochlarmark.
| Linie | Verlauf | Takt (Mo–Fr) |
| ----- | --- | ------------ |
| 210   | RE-Röllinghausen – König Ludwig – Recklinghausen-Süd – Grullbad Hochstr. – RE-Süd Bf – Hochlarmark – RE-Neue Horizonte – Hertener Mark Industriegebiet – Herten-Süd – Herten Rathaus (Herten , 300 m) – Herten Mitte (Herten , 500 m)                                                                                       | 30 min       |
| 234   | Herten Mitte (Herten , 500 m) – Herten Rathaus (Herten , 300 m) – Herten-Süd – Hertener Mark Industriegebiet – RE-Neue Horizonte – Hochlarmark Salentinstr. – Recklinghausen-Süd – Grullbad – König Ludwig Overbergstr. – Röllinghausen Marderweg – Suderwich – Essel – Groß-Erkenschwick – Oer-Erkenschwick Berliner Platz | 30 min       |
| 239   | Recklinghausen Hbf – Viehtor – Paulusviertel – Stuckenbusch – Hochlarmark – RE-Süd Bf | 15 min       |
| NE1   | Recklinghausen Hbf → Viehtor → Paulusviertel → Stuckenbusch → Hochlarmark → RE-Süd Bf → Grullbad Hochstr. → Recklinghausen-Süd → König Ludwig → Röllinghausen → Suderwich → Berghausen → Quellberg → Recklinghausen Hbf NachtExpress: In den Nächten von Freitag auf Samstag, Samstag auf Sonntag und vor Feiertagen        | 60 min       |